# ألان مورس
ألان مورس (بالإنجليزية: Alan Morse) هو عازف قيثارة وموسيقي أمريكي، ولد في 22 أغسطس 1958.

## وصلات خارجية
- ألان مورس على موقع ميوزك برينز (الإنجليزية)
- ألان مورس على موقع أول ميوزيك (الإنجليزية)
- ألان مورس على موقع ديسكوغز (الإنجليزية)